# Marie de Nemours
Pour les articles homonymes, voir Marie d'Orléans.
Marie d'Orléans dite Marie de Nemours, née le 5 mars 1625 et morte le 16 juin 1707, est princesse souveraine de Neuchâtel et Valangin. Fille d’Henri II d'Orléans-Longueville et de Louise de Bourbon-Condé, Mademoiselle de Soissons, elle est connue jusqu'à son mariage sous le nom de Marie d'Orléans, Mademoiselle de Longueville.

## Biographie
Née en 1625, fille d’Henri II d'Orléans-Longueville et de Louise de Bourbon dite Mademoiselle de Soissons. Sa mère meurt à 34 ans, alors que Marie d'Orléans n'est encore qu'une enfant. Son père se remarie à Mademoiselle de Condé, sœur du Grand Condé. Elle est élevée par Catherine Arnauld dans l'esprit de Port-Royal,.
Au début des années 1650, dans l'atmosphère de tension entre les Grands du Royaume (notamment les Condé) et le pouvoir royal français, elle se tient à distance de sa belle-mère, et finit par gagner Dieppe puis la Flandre en 1651, lors du nouveau déclenchement de la Fronde des princes.
Elle épouse son cousin, Henri II de Savoie, duc de Nemours, de Genevois et d'Aumale en 1657, mais devient veuve deux ans plus tard.

### Ses possessions françaises
Marie hérite de titres et seigneuries en grand nombre, et fort prestigieux.
- Par son arrière-grand-mère Marie de Bourbon elle est comtesse de St-Pol (comté qu'elle vend en 1705 à Elisabeth de Lorraine, "Mademoiselle de Commercy", d'où succession chez les Melun d'Epinoy puis les Rohan-Soubise), et duchesse d'Estouteville.
- Elle est aussi comtesse de Tancarville, comtesse de Dunois et dame de Coulommiers — transmettant ces deux derniers titres à son cousin Louis-Henri de Bourbon-Soissons, comte de Noyers et sire de Bonnétable[Note 1].
- Après elle, la « seigneurie du duché d'Estouteville » et le comté de Tancarville reviennent à ses cousins Goyon-Matignon (puis Grimaldi de Monaco) et Colbert de Seignelay (puis Montmorency), tous issus du duc Léonor de Longueville, le grand-père paternel du duc Henri II.
- Une autre de ses seigneuries, la baronnie de Louhans, est vendue en 1709/1711. Elle perd ainsi l'essentiel de ses propriétés en France[1].

### Régente de la principauté de Neuchâtel et Valangin
En 1672-1674, elle est d'abord co-régente de Neuchâtel et Valangin pour son demi-frère Charles-Paris, puis régente en 1679-1682 pour son demi-frère Jean-Louis Charles, sous l'autorité d'un conseil sans lequel elle ne peut rien décider. Cependant, elle destitue ceux qu'elle avait trouvés opposés à ses prétentions, dont le chancelier Georges de Montmollin,.
Mais le roi de France Louis XIV lui retire la tutelle de son frère et confie la régence en 1682 au prince de Condé, frère de sa belle-mère la duchesse de Longueville Anne-Geneviève, et à son fils le duc d'Enghien. Le chancelier de Montmollin est rétabli, puis à nouveau dépouillé de ses charges. L'abbé-duc, Louis Charles d'Orléans, termine son règne nominal le 24 janvier 1694.

### Une succession disputée
La duchesse de Nemours se rend à Neuchâtel pour réclamer sa succession. Elle est accompagnée du chevalier de Soissons. Mais le prince de Conti (le Grand Conti), petit-neveu du Grand Condé et de la duchesse Anne-Geneviève, se met aussi sur les rangs. Les cantons suisses prennent le parti de la duchesse Marie, qui devient ainsi la dernière comtesse-princesse héréditaire de Neuchâtel. Les Trois-États (conseil de la Nation et tribunal suprême) adjugent la souveraineté à la duchesse et déclarent le pays inaliénable. Elle est ainsi princesse de Neuchâtel dès le 12 mars 1694.
Le pays de Neuchâtel est alors déchiré entre ses partisans et ceux du prince de Conti, proche de Louis XIV. Le peuple reste fidèle à Marie de Nemours qui rentre à Neuchâtel. Elle est conduite en triomphe au château. Le prince de Conti demanda la convocation d'un tribunal impartial pour réformer la sentence de 1694 mais la population du pays ainsi que les cantons suisses, craignant de voir Neuchâtel devenir une province française, se préparent à défendre les limites jurassiennes de la Suisse. Les délégués des communes se réunissent à Neuchâtel le 24 avril 1699 et décident de maintenir l'autorité indépendante des Trois-États. Le prince de Conti doit alors renoncer à ses prétentions. Marie de Nemours se voit confirmer dans le titre de princesse de Neuchâtel, dont elle a hérité.
Mais Louis XIV rappelle en France le prince de Conti et la princesse. Marie est exilée dans sa terre de Coulommiers (janvier 1700) pour avoir résisté aux volontés du roi, qui voulait l'obliger à destituer ceux de ses officiers qui se montraient les plus opposés au parti de son rival Conti. Elle revient après un exil de quatre ans et s'établit à Valangin en 1707.

### Publication de ses mémoires
Les Mémoires de Marie de Nemours sont publiées en 1709, à titre posthume. Les passions sont calmées, et les principales personnalités citées sont mortes. Cet ouvrage complète notamment les autres récits sur la Fronde, notamment par des acteurs de cette Fronde.

### Extinction de la branche de Longueville
À sa mort en 1707 disparaît la dernière princesse de Neuchâtel d'origine française. La famille d'Orléans-Longueville qui a régné pendant deux siècles sur Neuchâtel, s'éteint. Les Neuchâtelois choisissent Frédéric Ier de Brandebourg, roi en Prusse, comme prince de Neuchâtel, de préférence au prince de Conti. La crainte de la politique de Louis XIV et la volonté de maintenir le pays de Neuchâtel, comme État indépendant, inaliénable et indivisible, en conservant ses libertés et ses liens avec les cantons suisses, explique le choix fait par les Trois-États.
Jean-Pierre Jelmini, dans son ouvrage, explique le contexte diplomatique. Le canton de Berne voulait un État tampon entre les cantons suisses et la France qui venait d'être agrandie avec le rattachement de la Franche-Comté. Le roi d'Angleterre émit aussi des prétentions à la succession de Neuchâtel. Louis XIV, ne voulant pas froisser l'Angleterre, retira ses troupes et le prince de Conti rentra bredouille à Paris.